# Hagoita

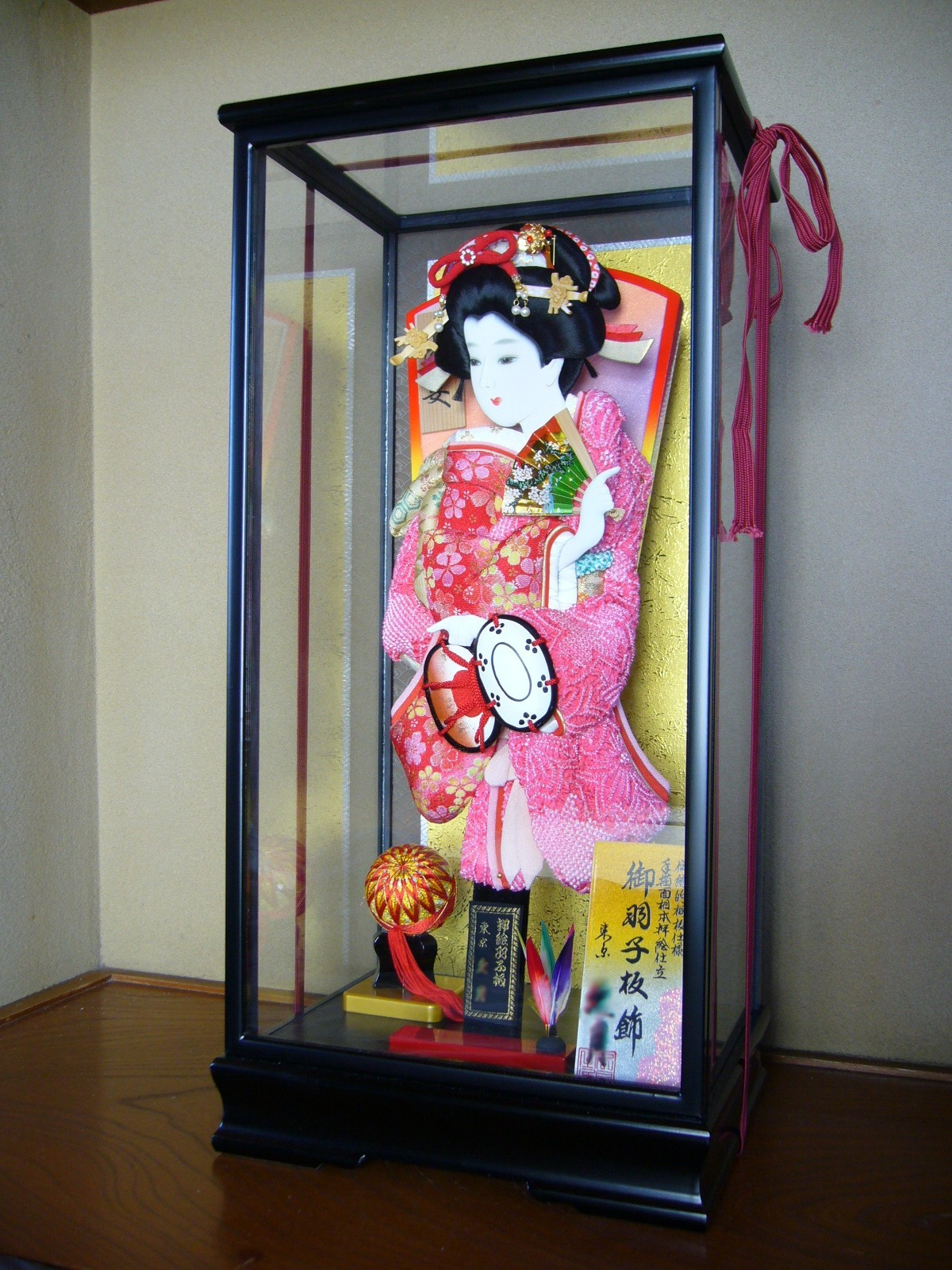
Hagoita-kazari (羽子板飾り).

Les hagoita (羽子板 ｢はごいた｣) sont des raquettes en bois de forme rectangulaire apparemment destinées au jeu de hanetsuki, joué en particulier pour la nouvelle année, mais qui sont souvent utilisées à des fins ornementales. Ils sont fréquemment peints, habituellement en laque, avec des symboles de bon augure ou décorés de complexes collages en soie représentant des geishas ou des guerriers japonais traditionnels. Les hagoita sont offerts en guise de porte-bonheur à l'occasion d'une naissance pour éloigner les mauvais esprits du nouveau-né.
Cette tradition remonte au XVIIe siècle et bien que le jeu lui-même soit rarement pratiqué de nos jours, l'artisanat hagoita décoratif est encore monnaie courante. Ils sont généralement vendus dans les foires traditionnelles, hagoita ichi, qui ont lieu en décembre. À Tokyo, ils sont vendus dans les sanctuaires, en particulier celui de Asakusa Jinja et celui de Furukawa Fudō.

## Histoire

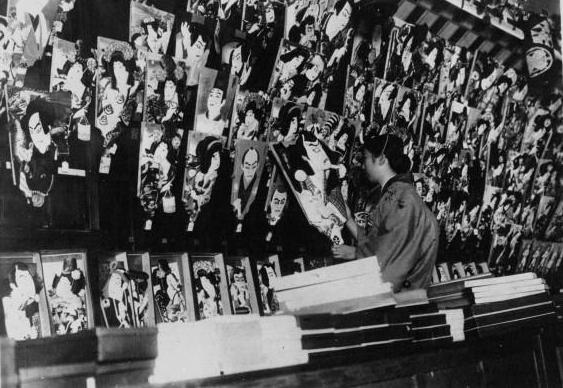
Echoppe dhagoita vers 1900, photographie, Bibliothèque nationale de France

Les hagoita ont été introduits au Japon pendant la période Muromachi (1336-1573) en provenance de la dynastie chinoise Ming. 
À l'époque d'Edo (1603-1868), les oshie-hagoita étaient conçus avec des images d'acteurs de kabuki élégamment maquillés et habillés (oshie signifiant des images en tissu en relief). Ils étaient fabriqués à partir de washi ou de tissu découpé en forme de fleurs et de personnes et collé sur la pagaie rembourrée de coton pour leur donner une apparence tridimensionnelle. Au fil du temps, les hagoita ne furent plus utilisés seulement comme équipement de jeu, mais aussi comme cadeaux et objets de collection populaires. Pendant les périodes Edo et Meiji, de nombreux types différents sont apparus. Certaines raquettes de haute qualité utilisaient même des feuilles d'or et d'argent. Avec la révolution industrielle, l'amélioration de la technologie de fabrication a favorisé le développement de la hagoita. De plus, parmi les agriculteurs, la production de hagoita était une activité secondaire populaire hors saison.
Après la Seconde Guerre mondiale, les hagoita sont devenue une décoration et un souvenir populaire pour les habitants et les touristes. Aujourd'hui, les hagoita ne se limitent pas aux portraits d'acteurs de kabuki, mais aussi de stars de cinéma et de télévision et d'athlètes célèbres. 
Depuis 350 ans, un marché annuel de hagoita se tient au temple Sensō-ji à Tokyo. Ouvert du 17 au 19 décembre, il attire un grand nombre de clients et marque également la fin de l'année et le début de la nouvelle.

## Exemples

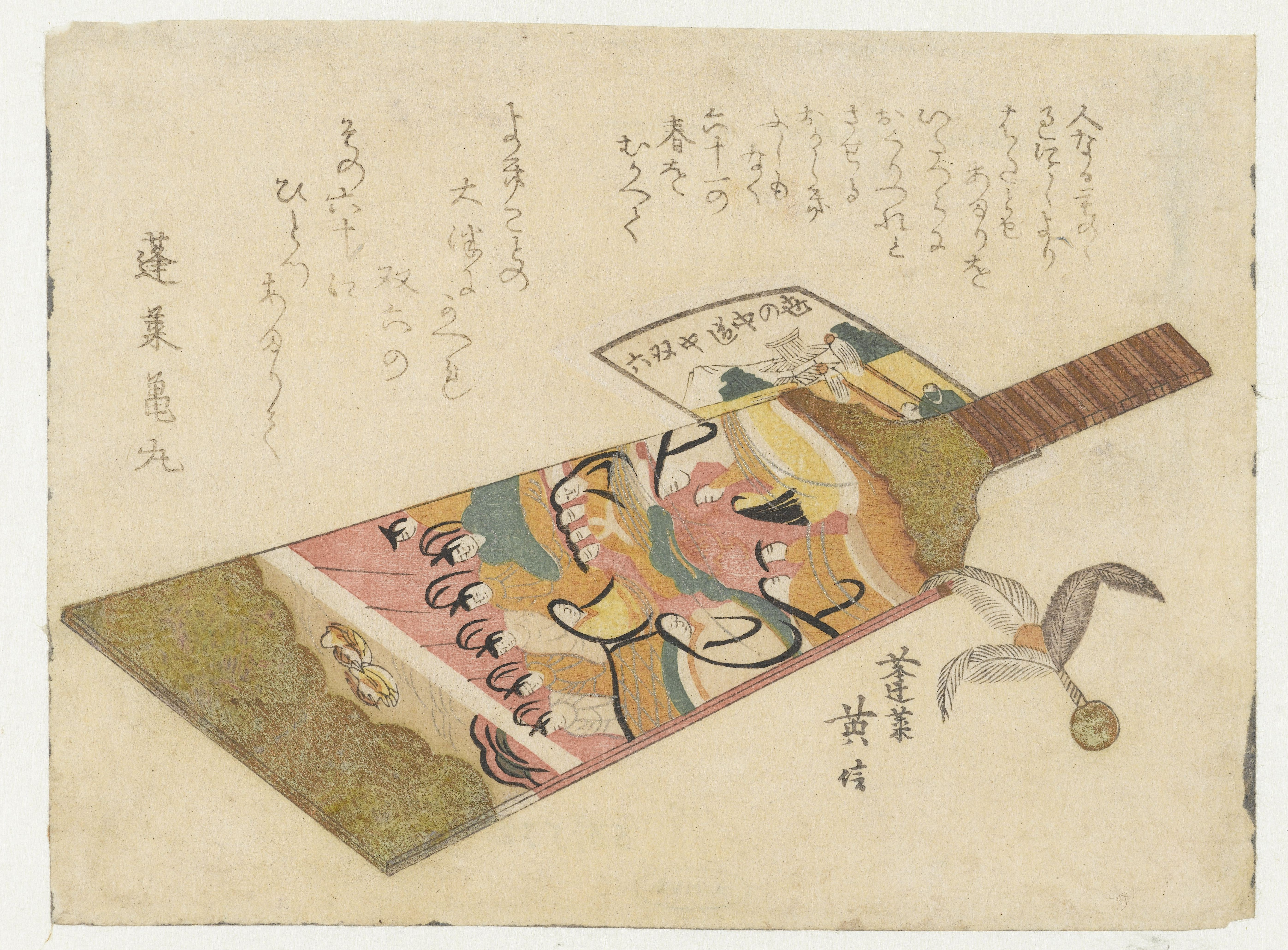
Estampe représentant un hagoita et un hané (1810-1819)
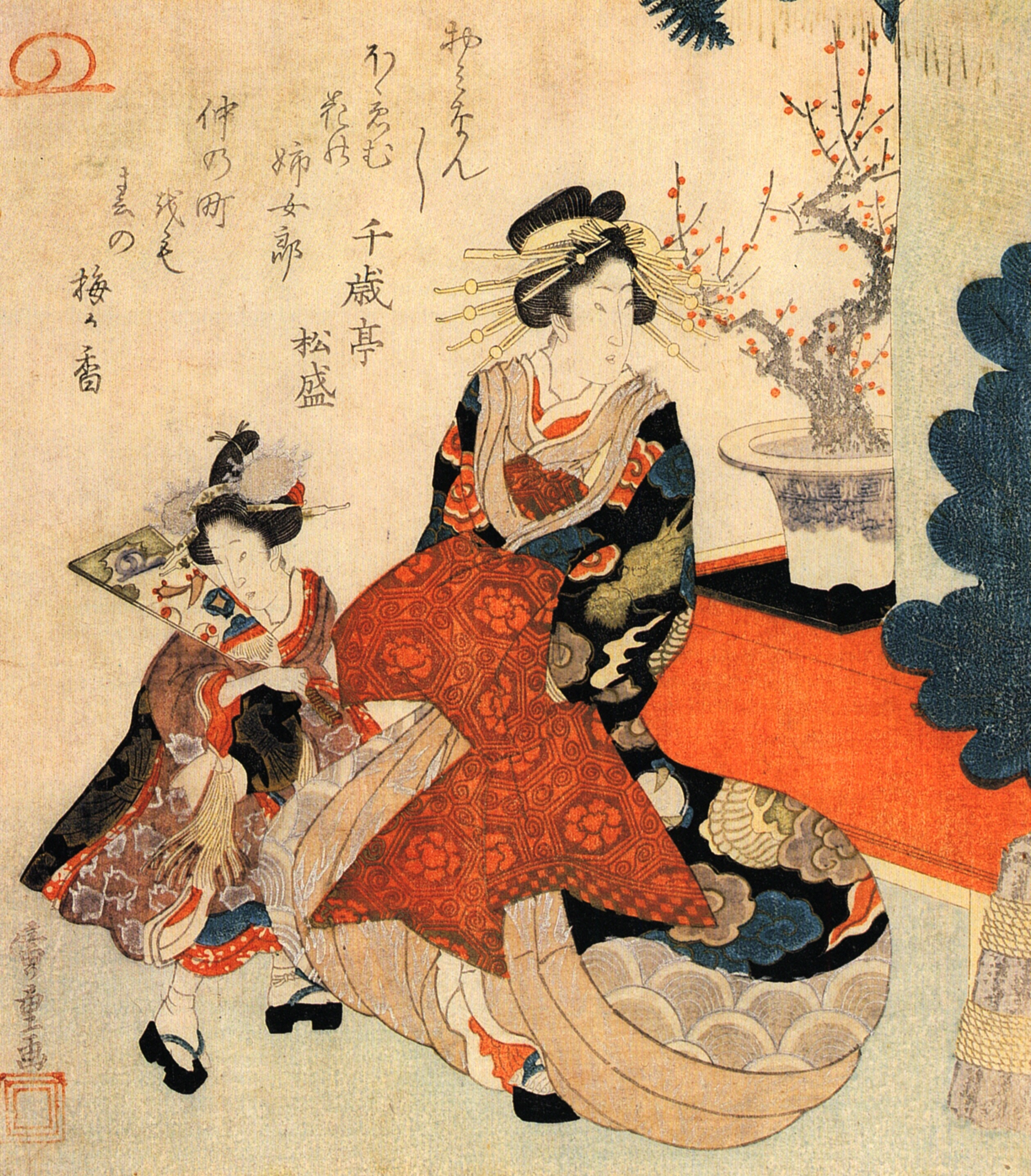
Courtisane et petite fille tenant un hagoita, œuvre d'Hiroshige
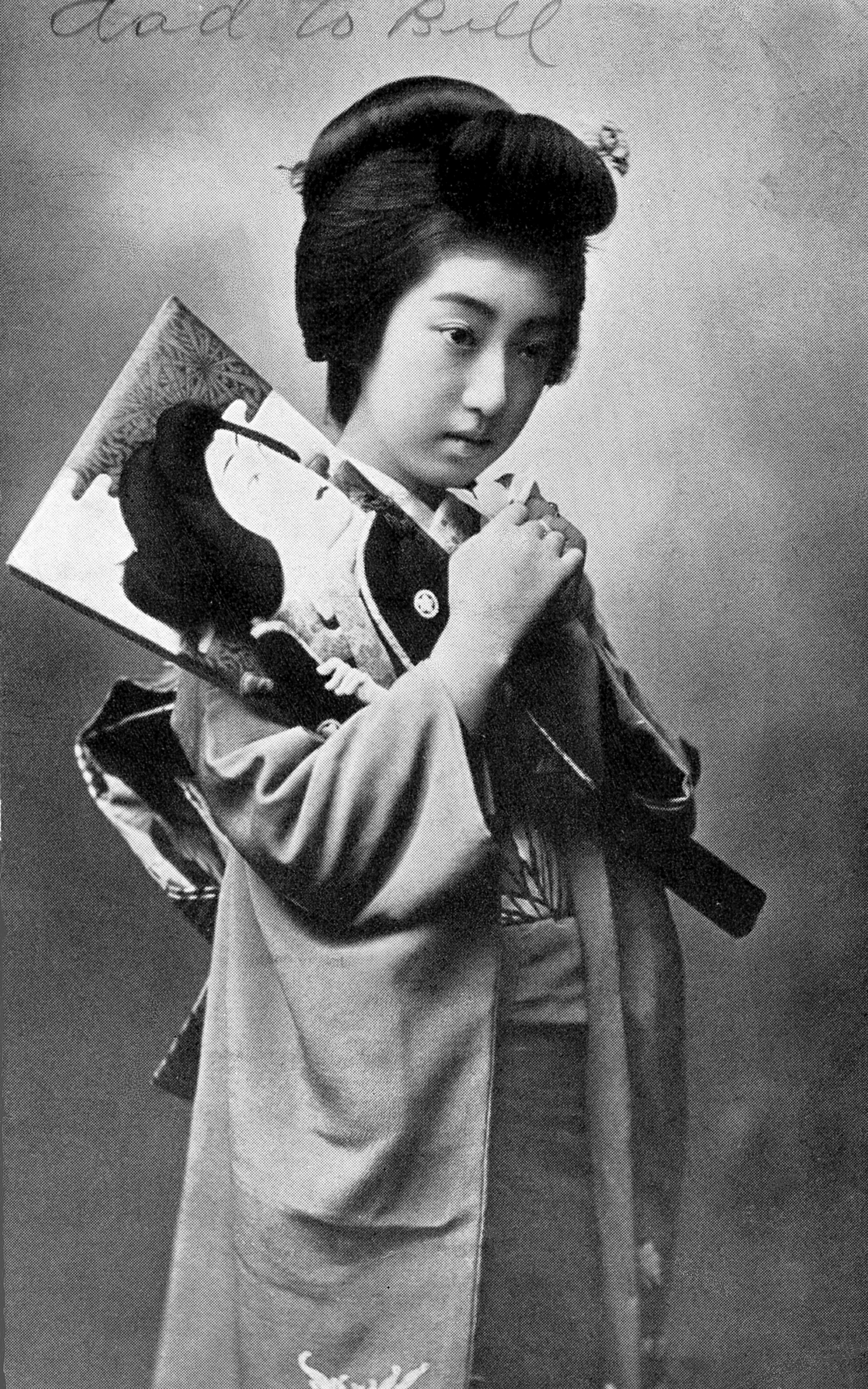
La geisha Teruha tenant un hagoita. Carte postale (1920)
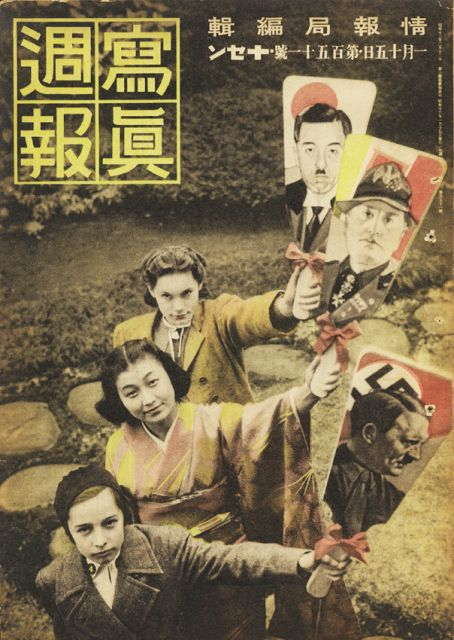
Couverture du Shashin Shuho N° 151 (15 janvier 1941) avec trois jeunes filles tenant des Hagoita de propagande.
L'actrice Sumiko Fuji tenant un hagoita ornemental (1965)
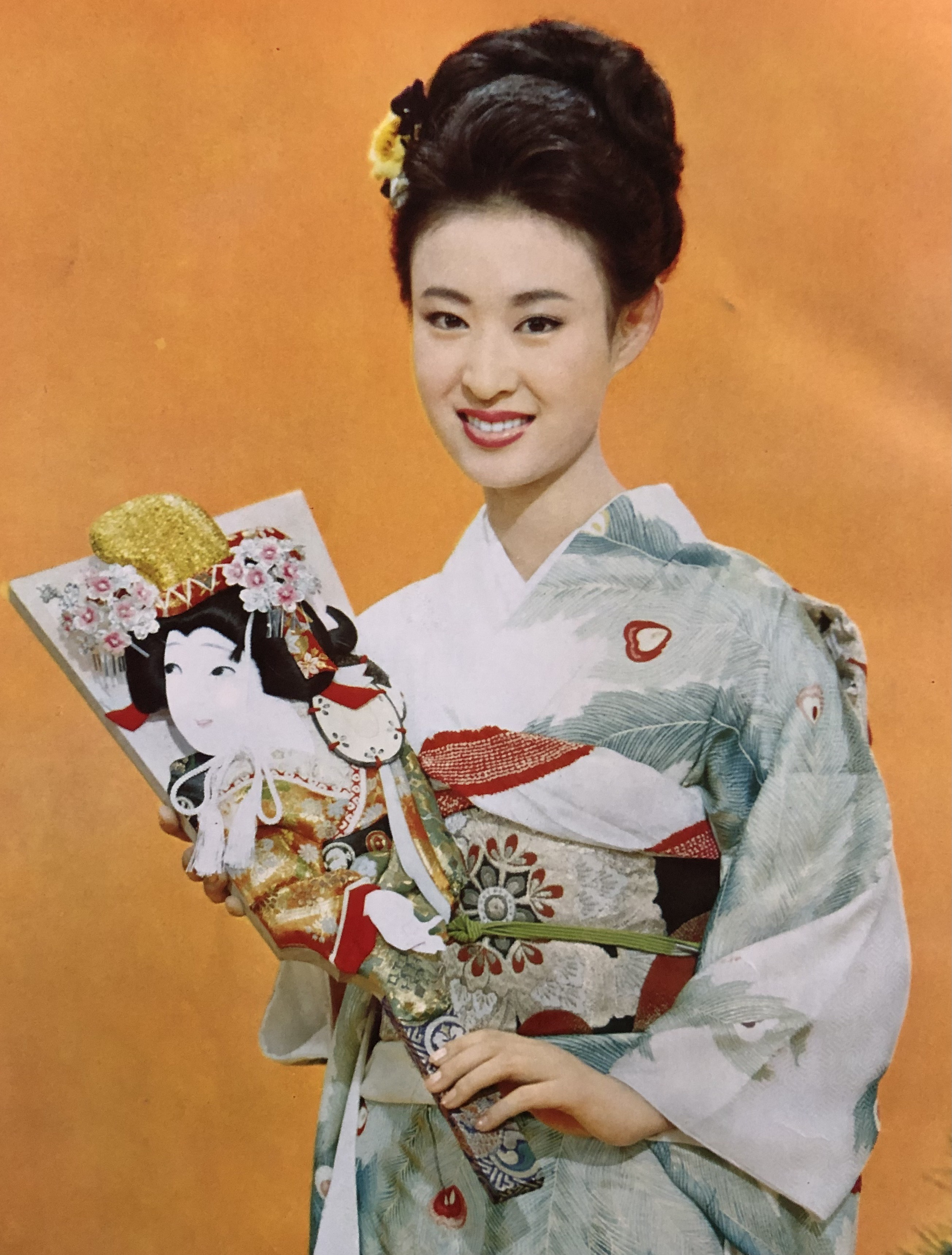
L'actrice Yoshiko Mita tenant un hagoita ornemental (1965)
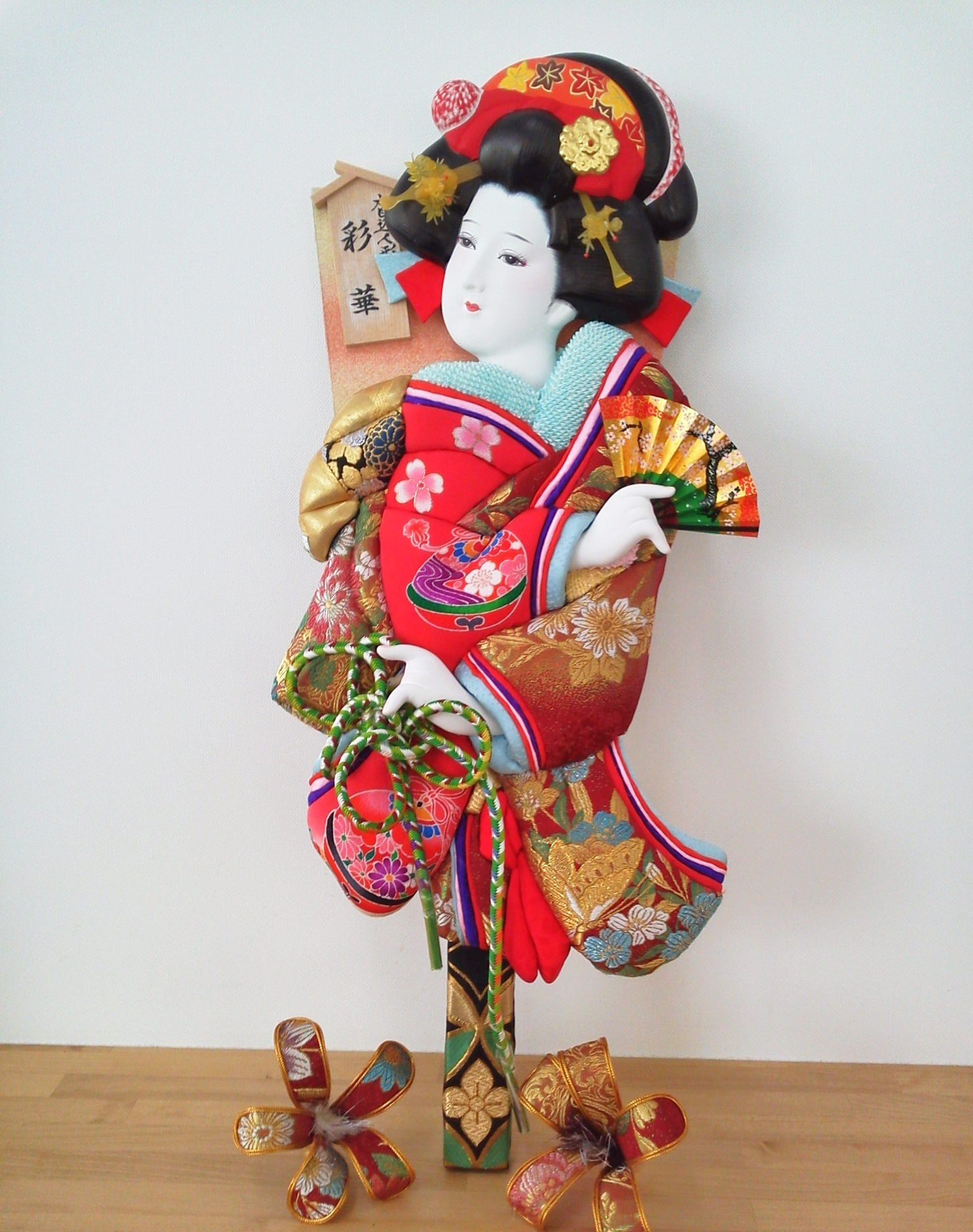
Hagoita ornemental (1965)